# Montbozon
Cet article possède un paronyme, voir Montbazon.
Montbozon est une commune française située dans le département de la Haute-Saône, la région culturelle et historique de Franche-Comté et la région administrative Bourgogne-Franche-Comté.

## Géographie

### Hydrographie

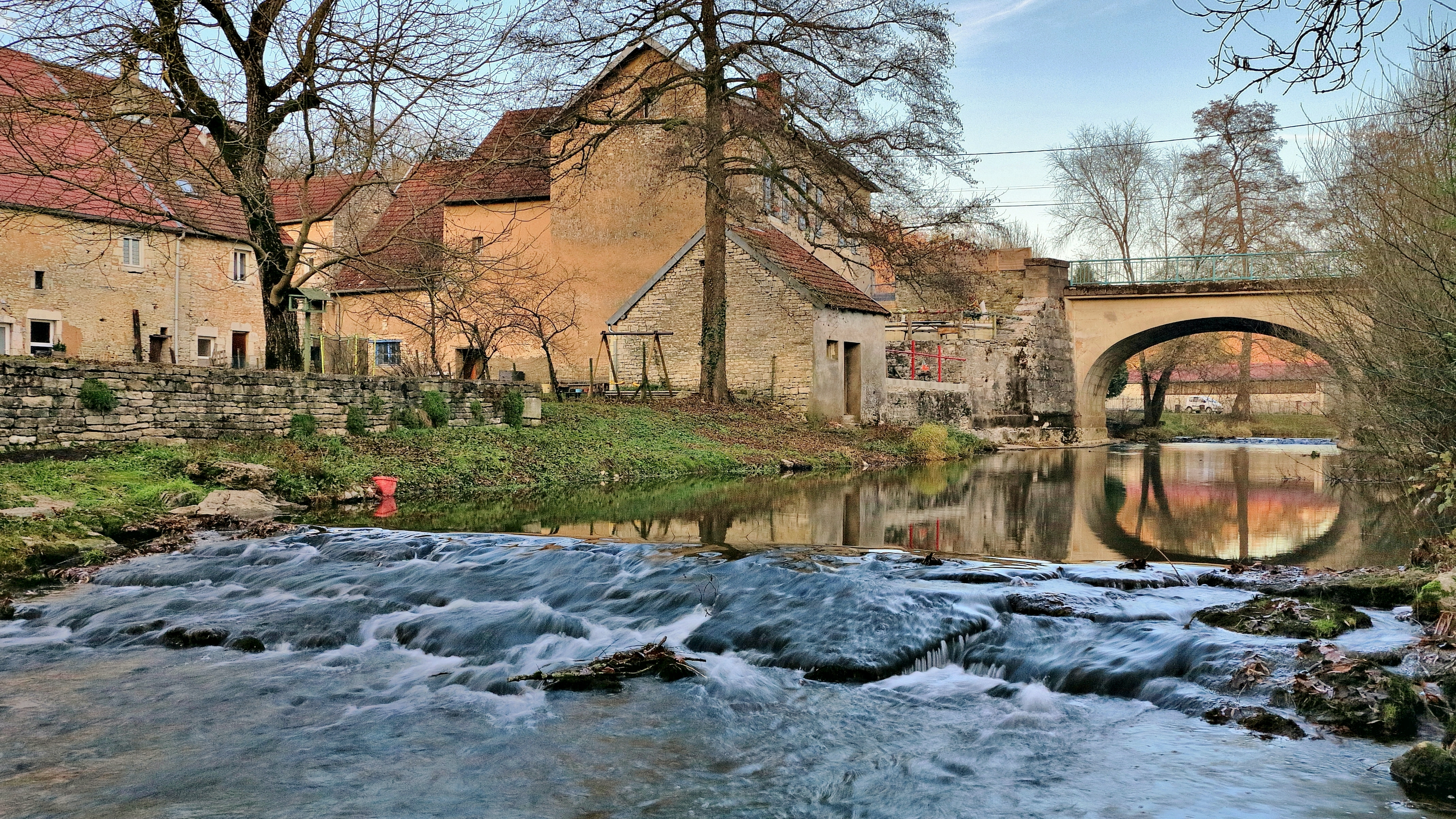
Pont et barrage sur la dérivation de l'Ognon.

Le village est implanté dans le bassin versant de l'Ognon qui le traverse. Au niveau de Montbozon, l'Ognon est classé comme cours d'eau de deuxième catégorie, et ceci depuis Villersexel, plus en amont.
À l'entrée dans le village, le cours d'eau longe les étangs des anciennes sablières de la côte de Breurois, le Sondenans, puis se sépare en deux bras, l'un rive gauche passant par le barrage, le terrain de camping, le grand pont et le lieu-dit du Paquis, l'autre rive droite passant par un petit barrage, le terrain de camping, le petit pont où il est rejoint par les eaux de la fontaine du lavoir, l'ancien moulin à eau, la maison familiale rurale puis, après quelques centaines de mètres, il rejoint l'autre bras. Il passe ensuite à proximité d'un petit étang puis à quelques centaines de mètres des étangs des anciennes sablières de la route d'Avilley.

### Transports et voies de communications

#### Transport ferroviaire
Montbozon disposait d'une gare de bifurcation située sur la ligne Besançon-Viotte - Vesoul et servant d'amorce de la ligne Montbozon - Lure. Cette gare était située sur la commune de Fontenois-lès-Montbozon. La LGV Rhin-Rhône passe à proximité de l'ancienne gare, entre celle-ci et l'emplacement de l'ancien pont de la Ramasse, lieu aujourd'hui comblé.

#### Transport routier
Montbozon est desservie par une ligne Mobigo (Beaumotte ↔ Vesoul) par un arrêt situé entre la mairie et la poste.

#### Voies routières
Montbozon est traversée par la D 49 la reliant à Esprels, la D 26 de Noroy-le-Bourg vers Clerval, et a pour origine la D 15 allant à Rioz, Marnay et Pesmes.

### Climat
Pour des articles plus généraux, voir Climat de la Bourgogne-Franche-Comté et Climat de la Haute-Saône.
En 2010, le climat de la commune est de type climat des marges montargnardes, selon une étude du Centre national de la recherche scientifique s'appuyant sur une série de données couvrant la période 1971-2000. En 2020, Météo-France publie une typologie des climats de la France métropolitaine dans laquelle la commune est exposée à un climat semi-continental et est dans la région climatique  Lorraine, plateau de Langres, Morvan, caractérisée par un hiver rude (1,5 °C), des vents modérés et des brouillards fréquents en automne et hiver. 
Pour la période 1971-2000, la température annuelle moyenne est de 10,3 °C, avec une amplitude thermique annuelle de 17,3 °C. Le cumul annuel moyen de précipitations est de 1 058 mm, avec 12,3 jours de précipitations en janvier et 10,1 jours en juillet. Pour la période 1991-2020, la température moyenne annuelle observée sur la station météorologique de Météo-France la plus proche, « Rioz », sur la commune de Rioz à 15 km à vol d'oiseau, est de 11,2 °C et le cumul annuel moyen de précipitations est de 1 084,6 mm. 
La température maximale relevée sur cette station est de 39,6 °C, atteinte le 25 juillet 2019 ; la température minimale est de −21,8 °C, atteinte le 20 décembre 2009,,. 
Les paramètres climatiques de la commune ont été estimés pour le milieu du siècle (2041-2070) selon différents scénarios d'émission de gaz à effet de serre à partir des nouvelles projections climatiques de référence DRIAS-2020. Ils sont consultables sur un site dédié publié par Météo-France en novembre 2022.

## Urbanisme

### Typologie
Au 1er janvier 2024, Montbozon est catégorisée commune rurale à habitat dispersé, selon la nouvelle grille communale de densité à sept niveaux définie par l'Insee en 2022.
Elle est située hors unité urbaine et hors attraction des villes,.

### Occupation des sols
L'occupation des sols de la commune, telle qu'elle ressort de la base de données européenne d’occupation biophysique des sols Corine Land Cover (CLC), est marquée par l'importance des territoires agricoles (66,8 % en 2018), en diminution par rapport à 1990 (69,9 %). La répartition détaillée en 2018 est la suivante : terres arables (31,9 %), forêts (25,5 %), prairies (20,2 %), zones agricoles hétérogènes (14,7 %), zones urbanisées (7,7 %). L'évolution de l’occupation des sols de la commune et de ses infrastructures peut être observée sur les différentes représentations cartographiques du territoire : la carte de Cassini (XVIIIe siècle), la carte d'état-major (1820-1866) et les cartes ou photos aériennes de l'IGN pour la période actuelle (1950 à aujourd'hui).

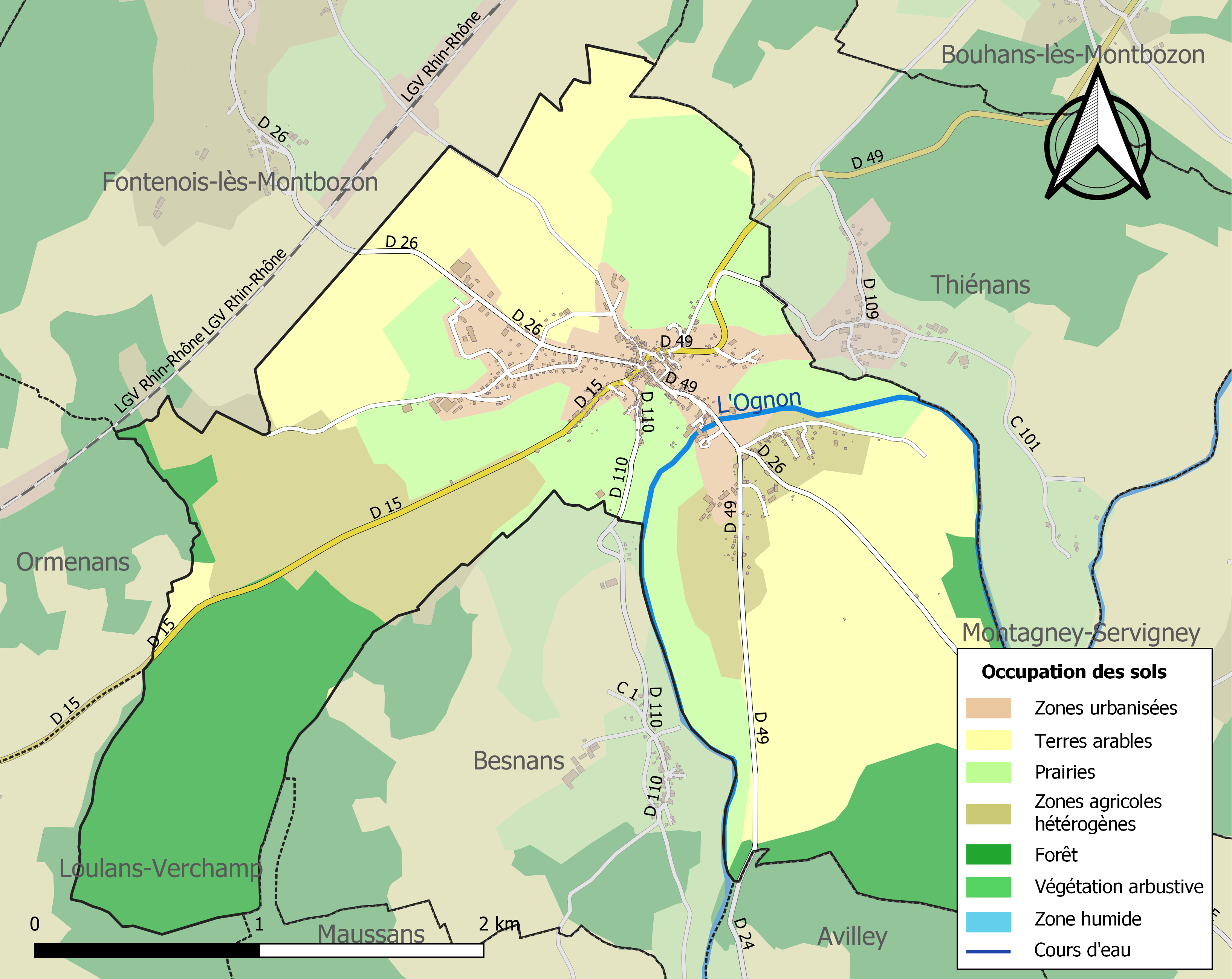
Carte des infrastructures et de l'occupation des sols de la commune en 2018 (CLC).

## Toponymie
On pense que Montbozon a pris son nom vers l'an 800 du comte Bozon, fils de Richard le Justicier, et petit-fils de Charlemagne. Au début, la commune s'appelait le « Mont » car située sur une hauteur, en y ajoutant le nom du petit-fils de Charlemagne cela devint le Mont de Bozon et par la suite Montbozon.

## Histoire

### Époque moderne

#### Avant la conquête française
En 1614, 57 ménages composent Montbozon.

## Héraldique
| Blason de Montbozon | Blason  | De gueules à l'aigle d'argent.                   |
| Blason de Montbozon | Détails | Le statut officiel du blason reste à déterminer. |

## Politique et administration

### Rattachements administratifs et électoraux
La commune fait partie de l'arrondissement de Vesoul du département de la Haute-Saône,  en région Bourgogne-Franche-Comté. Pour l'élection des députés, elle dépend de la deuxième circonscription de la Haute-Saône.
Montbozon était depuis 1801 le chef-lieu du canton de Montbozon. Dans le cadre du redécoupage cantonal de 2014 en France, la commune est désormais  rattachée au canton de Rioz.

### Intercommunalité
Montbozon est le siège de la communauté de communes du Pays de Montbozon, créée le 29 décembre 2000.
Dans le cadre de la mise en œuvre du schéma départemental de coopération intercommunale approuvé en décembre 2011 par le préfet de Haute-Saône, et qui prévoit notamment la fusion la fusion des communautés de communes du Pays de Montbozon et du Chanois, afin de former une nouvelle structure regroupant 27 communes et environ 6 500 habitants, la commune est membre depuis le 1er janvier 2014 de la communauté de communes du Pays de Montbozon et du Chanois.

### Administration municipale
Compte tenu de la population du bourg, le conseil municipal de Montbozon comporte 15 élus.

### Liste des maires
| Période                                  | Période                   | Identité                      | Étiquette            | Qualité                                                        |
| ---------------------------------------- | ------------------------- | ----------------------------- | -------------------- | -------------------------------------------------------------- |
| Les données manquantes sont à compléter. |                           |                               |                      |                                                                |
| 1813                                     | 1827                      | Louis Jean Coillot            |                      | Docteur en médecine - Député de la Haute-Saône à la Convention |
| 1827                                     | juin 1831                 | Louis Coillot                 |                      | Fils de Louis Jean Coillot - Docteur en médecine               |
| août 1831                                | sept. 1840                | Nicolas Angelot               |                      | Rentier                                                        |
| déc. 1840                                | 1846                      | Louis Coillot                 |                      | Fils de Louis Jean Coillot - Docteur en médecine               |
| fév. 1847                                | mars 1848                 | Nicolas Angelot               |                      | Rentier                                                        |
| avril 1848                               | janv. 1862                | Pierre Joseph Gaudard         |                      |                                                                |
| janv. 1862                               | sept. 1870                | Antoine Metzquer              |                      | Docteur en médecine                                            |
| déc. 1870                                | mars 1872                 | François Eugène Piquenet      |                      |                                                                |
| avril 1872                               | 1874                      | Rose Prothade Achille Coillot |                      | Docteur en médecine                                            |
| 1877                                     | 1900                      | Rose Prothade Achille Coillot |                      | Docteur en médecine - Sénateur de la Haute-Saône 1893-1900     |
| 1904                                     | 1928                      | Calixte Gentilhomme           |                      |                                                                |
| 1928                                     | 1944                      | Joseph Perrin                 |                      | Agriculteur                                                    |
| 1944                                     | 1945                      | Paul Piotte                   | Comité de Libération |                                                                |
| 1945                                     | 1947                      | Auguste Cousin                |                      |                                                                |
| 1947                                     | 1965                      | Albert Chapuis                |                      | Notaire                                                        |
| 1965                                     | 1975                      | Jacques Lhomme                |                      | Docteur en médecine                                            |
| 1975                                     | 1993                      | Paul Maire                    |                      | Coiffeur                                                       |
| 1993                                     | mars 2014                 | Bernard Fédy                  |                      | Entrepreneur de travaux publics                                |
| mars 2014                                | En cours (au 29 mai 2014) | Jean-Yves Gamet               |                      |                                                                |

## Population et société

### Démographie
En 2022, la commune de Montbozon comptait 545 habitants. À partir du XXIe siècle, les recensements réels des communes de moins de 10 000 habitants ont lieu tous les cinq ans. Les autres « recensements » sont des estimations.
| 1793 | 1800 | 1806 | 1821 | 1831 | 1836 | 1841 | 1846 | 1851 |
| ---- | ---- | ---- | ---- | ---- | ---- | ---- | ---- | ---- |
| 559  | 590  | 637  | 712  | 830  | 864  | 841  | 830  | 906  |

| 1856 | 1861 | 1866 | 1872 | 1876 | 1881 | 1886 | 1891 | 1896 |
| ---- | ---- | ---- | ---- | ---- | ---- | ---- | ---- | ---- |
| 806  | 817  | 856  | 755  | 793  | 802  | 797  | 756  | 722  |

| 1901 | 1906 | 1911 | 1921 | 1926 | 1931 | 1936 | 1946 | 1954 |
| ---- | ---- | ---- | ---- | ---- | ---- | ---- | ---- | ---- |
| 712  | 696  | 706  | 601  | 637  | 612  | 581  | 576  | 519  |

| 1962 | 1968 | 1975 | 1982 | 1990 | 1999 | 2004 | 2006 | 2009 |
| ---- | ---- | ---- | ---- | ---- | ---- | ---- | ---- | ---- |
| 481  | 468  | 434  | 468  | 450  | 477  | 480  | 478  | 525  |

| 2014 | 2019 | 2022 | - | - | - | - | - | - |
| ---- | ---- | ---- | - | - | - | - | - | - |
| 590  | 543  | 545  | - | - | - | - | - | - |

### Enseignement
Le village dispose d'une crèche de 18 places et d'un pôle éducatif.
La Maison Familiale Rurale de Montbozon assure sur ses deux sites la formation de :
- 4e - 3e de l'Enseignement Agricole ;
- CAP Conduite d'Engins de Travaux Publics et de Carrières ;
- CAP Maintenance des Matériels ;
- Formation Conduite d'Engins et Techniques de chantier en Travaux Publics ;
- BAC PRO C.G.E.A. (Conduite et Gestion des Exploitations Agricoles) ;
- BAC PRO Maintenance ;
- BAC PRO Agroéquipement.

### Tourisme
Le secteur touristique appelé « Pays des 7 Rivières », propose une offre variée basée sur les loisirs de plein air : randonnée, cyclotourisme, accrobranche (Acro'Cîmes est par exemple situé à Thiénans, accolé à Montbozon), canoë-kayak, baignade. On peut également y visiter de nombreux sites de patrimoine liés à l'histoire du territoire.
La voie verte passe à proximité du village. Aménagée sur une ancienne voie de chemin de fer qui reliait Vesoul et Besançon, elle est aujourd'hui aménagée en Haute-Saône entre les communes de Quincey et Loulans, sur une distance d'environ 28 km. Elle sert également de support à la liaison entre la V50 et l'EuroVelo 6 via Vesoul.

### Manifestations culturelles et festivités
- Fête patronale : le deuxième dimanche d'août.
- Fête locale : le troisième dimanche de septembre.
- Brocante - vide-grenier : le 14 juillet.

### Sports
Montbozon dispose d'un terrain de basket (complété d'une petite piste de course et de skate), d'un terrain de football, d'un espace destiné à la pétanque et d'une base nautique.

### Santé
Le bourg est doté d'un chirurgien dentiste.
L'ancienne poste située au centre du village est réaménagée en 2020. L'ADMR (Aide à domicile en milieu rural) y ouvre un Cabinet de Santé Médical qui accueille aujourd'hui un médecin généraliste et médecin du sport du lundi au samedi, un second médecin généraliste présent sur deux jours et un masseur-kinésithérapeute du lundi au vendredi.
Une pharmacie est située en pleins centre, tout à côté du nouveau cabinet médical.

### Cultes
Montbozon dispose d'un lieu de culte chrétien.
Le village, appartenant au diocèse de Besançon, possède une église nommée église de la Nativité-Notre-Dame.
Le cimetière du village se situe rue du Souvenir-Français.

## Économie

### Secteur primaire
Il existe quelques activités agricoles à Montbozon.
Une production de granulats eut lieu au lieudit du Sondenans et le long de la route d'Avilley, comme en témoignent les étangs des anciennes sablières.

### Industrie
Gindro S.A. 
- Implantée dans la Haute-Saône depuis 1961. L'activité  principale : fabrication de  tuyauterie aéraulique, portes d'entrée d'immeubles et boîtes aux lettres. Le site de production représentant plus de 3 700 m2 couverts sur 1,6 hectare, l'entreprise comprenant d'une quarantaine de personnes (2012). Leur métier est avant tout la transformation de la tôle fine de 1 à 3 mm dans différentes matières (acier, inox, galva, EZ) ainsi que le traitement de surface des pièces fabriquées. Le marché d'entreprise Gindro est principalement national ; néanmoins, ils travaillent de plus en plus au niveau européen.

### Commerce
Le centre du village comporte un coiffeur, un restaurant, une supérette avec laverie automatique, un bureau de tabac, une boulangerie, une petite épicerie de produits locaux proposant une petite restauration, une pharmacie, une banque, une maison de retraite de petit coefficient, des pompes funèbres, une auberge.

## Culture locale et patrimoine
Montbozon est labellisée Cité de Caractère de Bourgogne-Franche-Comté.

### Lieux et monuments
- Fontaine du Cygne[25] classée Monument historique (en 1977[26]).  Dans cette célèbre construction, Napoléon III, dit Badinguet, fit boire, parait-il, son cheval, en 1870-1871 pendant la campagne prussienne. La fontaine fut construite en 1828 par l’architecte Louis Moreau. C’est une fontaine en hémicycle à portique réalisée en grès, pierre qui n’existe pas à Montbozon mais à proximité des Vosges, où travaillait en même temps l’architecte, pour les thermes de Luxeuil-les-Bains.
- La maison des Jésuites (classée IMH en 1996).
- L'église de la Nativité-de-Notre-Dame de Montbozon[27], (classée IMH en 2002).
- L'hôpital dominicain construit en 1450.
- Le château de Montbozon XVIIe, reconstruit sur l'emplacement de l'ancien au bord de l'Ognon.
- Maison Bouday, du XVIe siècle[28].
- Le pont sur l'Ognon.

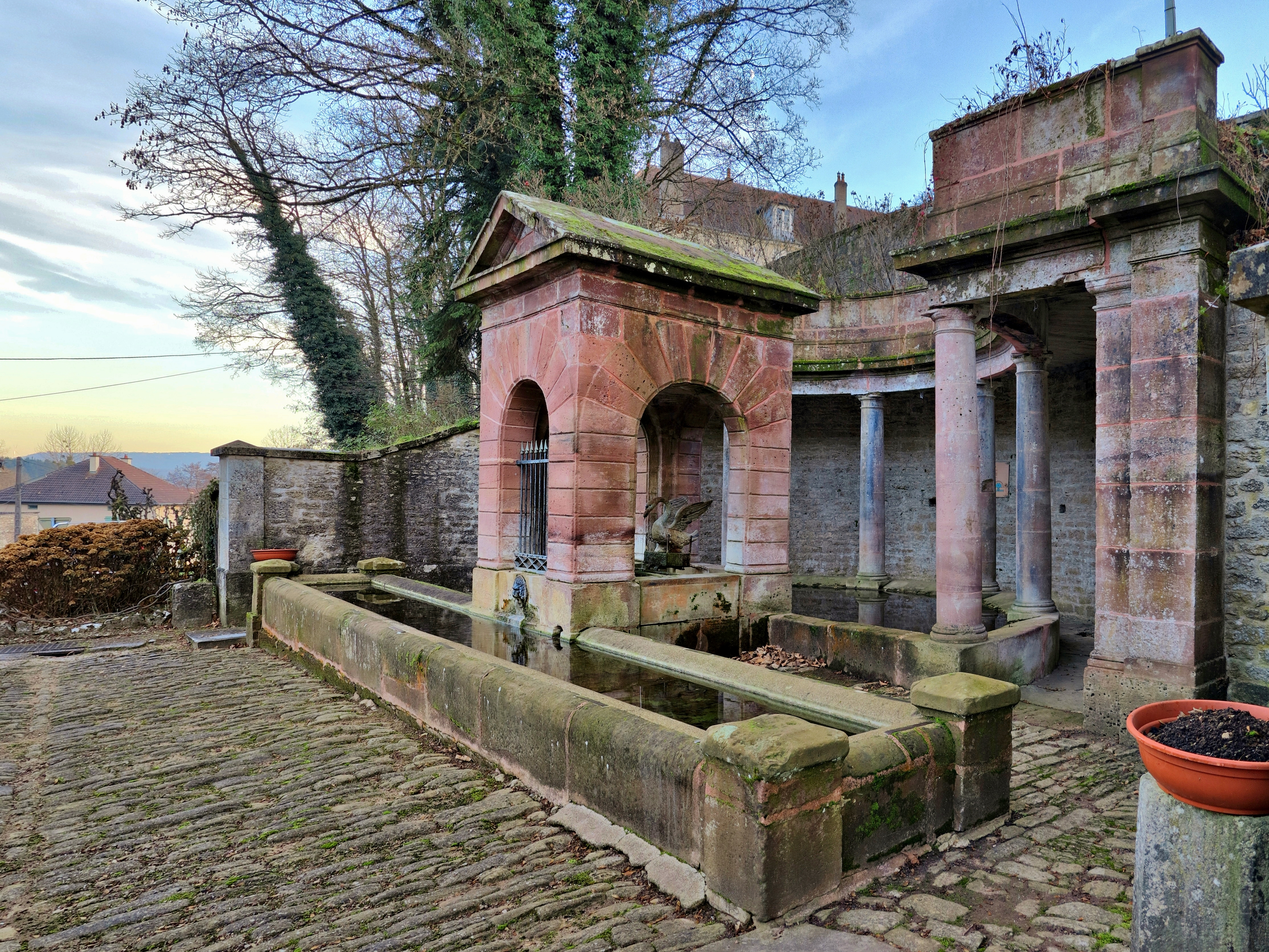
La fontaine du Cygne.
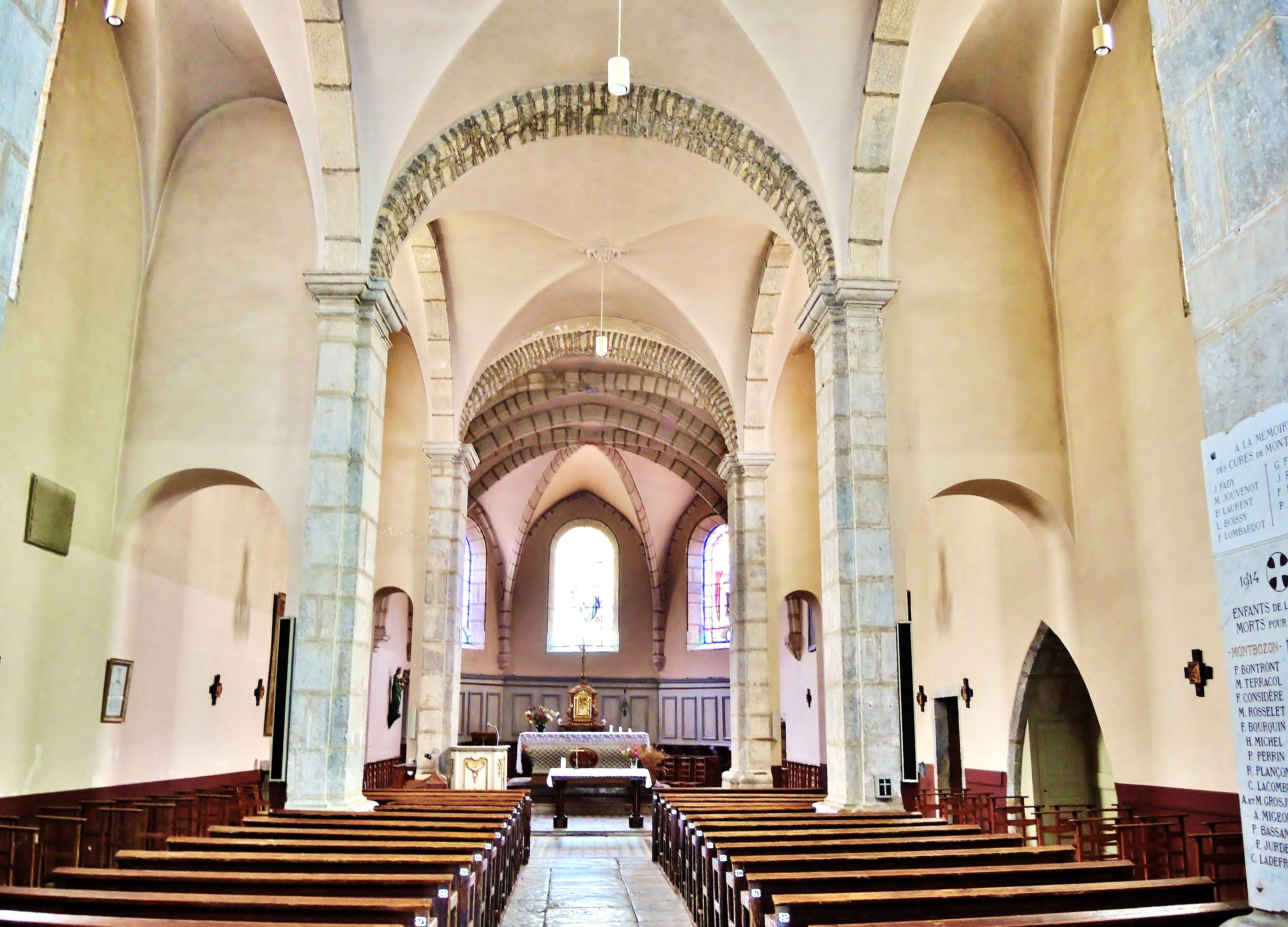
Nef de l'église de Montbozon.
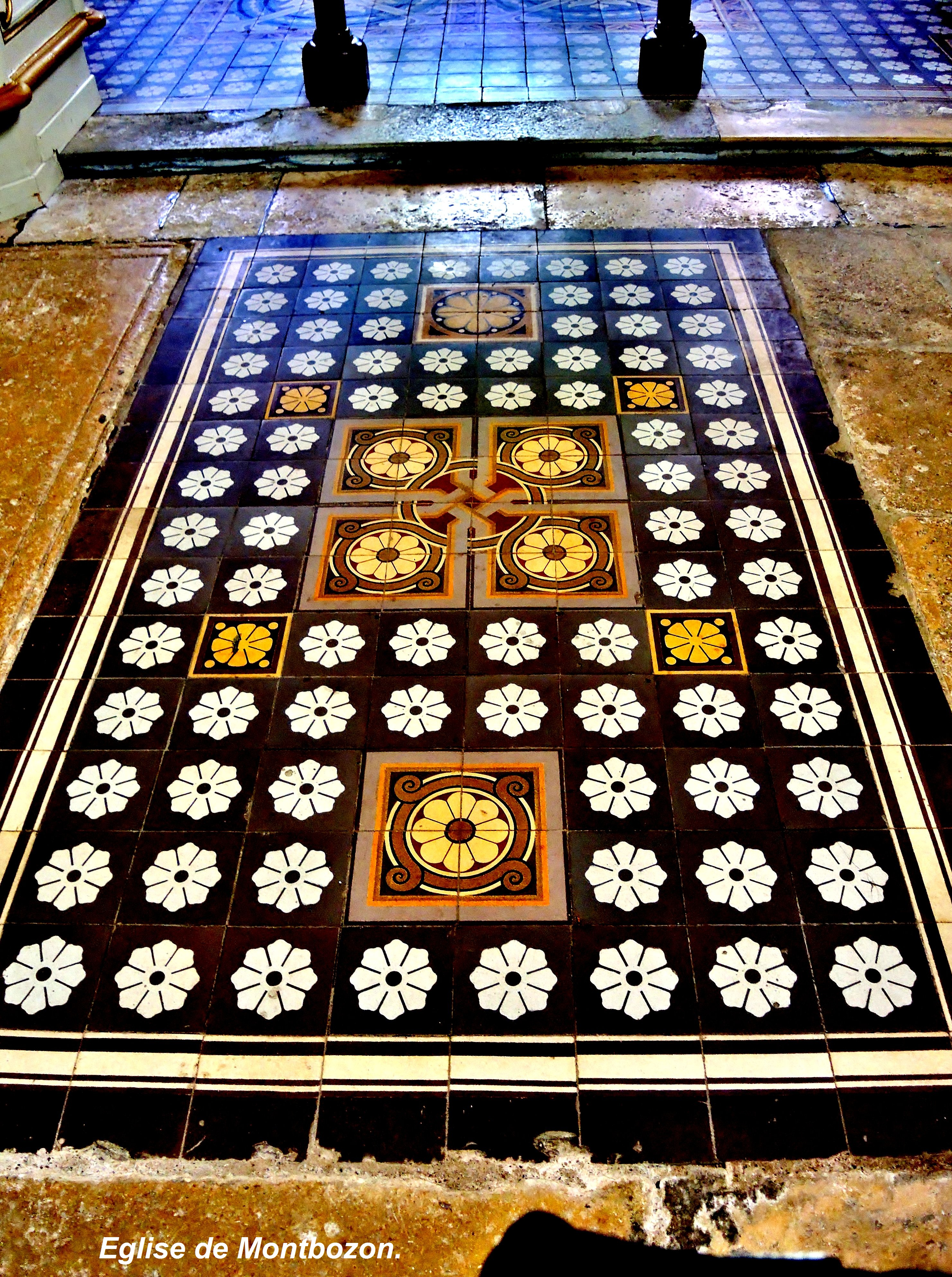
Dallage en céramique dans le chœur de l'église de Montbozon.
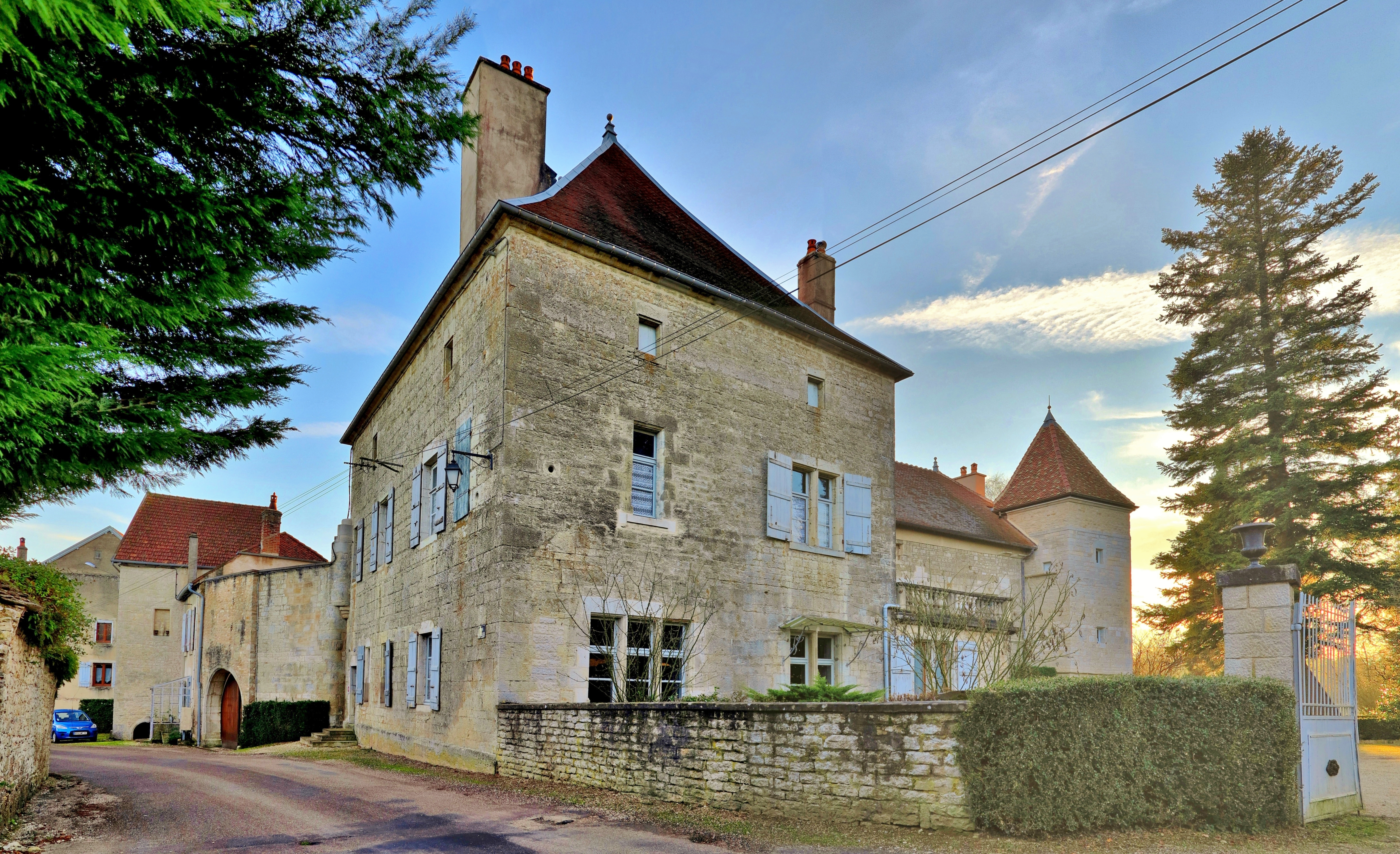
La maison Bouday.
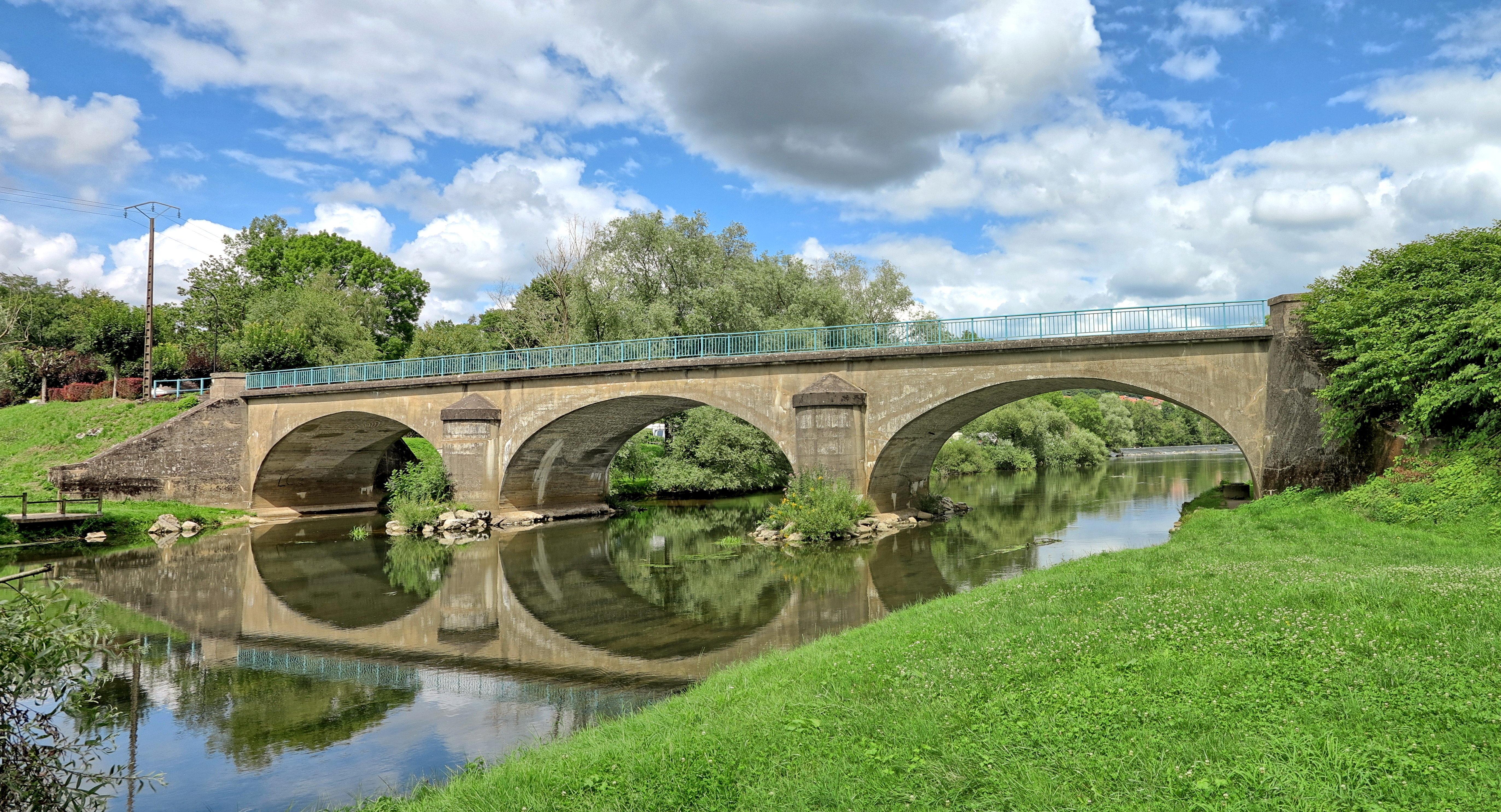
Le pont sur l'Ognon.

### Patrimoine culturel

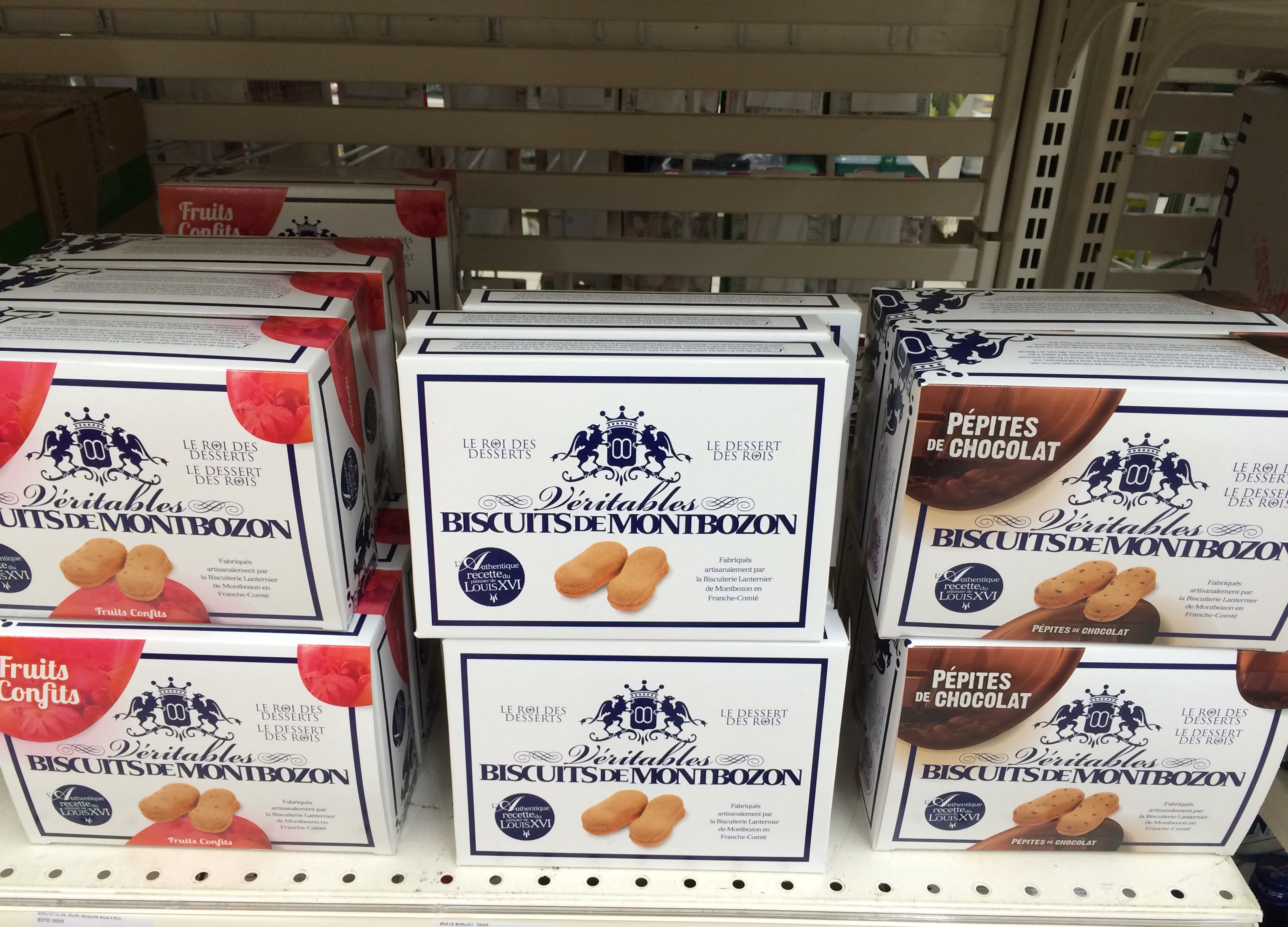
Biscuits de Montbozon en rayonnage de grande surface.

Le biscuit de Montbozon est une spécialité de pâtisserie du village ainsi que la charlotte de Montbozon.

### Personnalités liées à la commune
- Achille Coillot (1832-1920), sénateur-maire, y est né.
- Marie Etienne Péroz (1857-1910), officier français qui a étudié au collège Gérôme de Vesoul.
- Maurice Henri Abel Cardot, né le 20 décembre 1883 à Montbozon[29],[30], lieutenant dans l'artillerie (nommé capitaine en 1917). Il commandait la batterie d'El Kantara à Philippeville qui a tiré le premier coup de canon français de la Première Guerre mondiale le 4 août 1914 peu après 4 h 30[31], répondant au croiseur allemand SMS Goeben qui venait de tirer une salve[Note 2],[32].

## Pour approfondir